# Niasana borneana
Niasana borneana är en fjärilsart som beskrevs av Walter Karl Johann Roepke 1937. Niasana borneana ingår i släktet Niasana och familjen björnspinnare. Inga underarter finns listade i Catalogue of Life.